# Lusekofte
Pour un article plus général, voir Tricot norvégien.
Le lusekofte (Norwegian: [ˈLʉ̀ːsəˌkɔftə], veste anti-poux), également appelé Setesdalsgenser (pull Setesdal) est un pull traditionnel norvégien, datant du XIXe siècle.

## Histoire

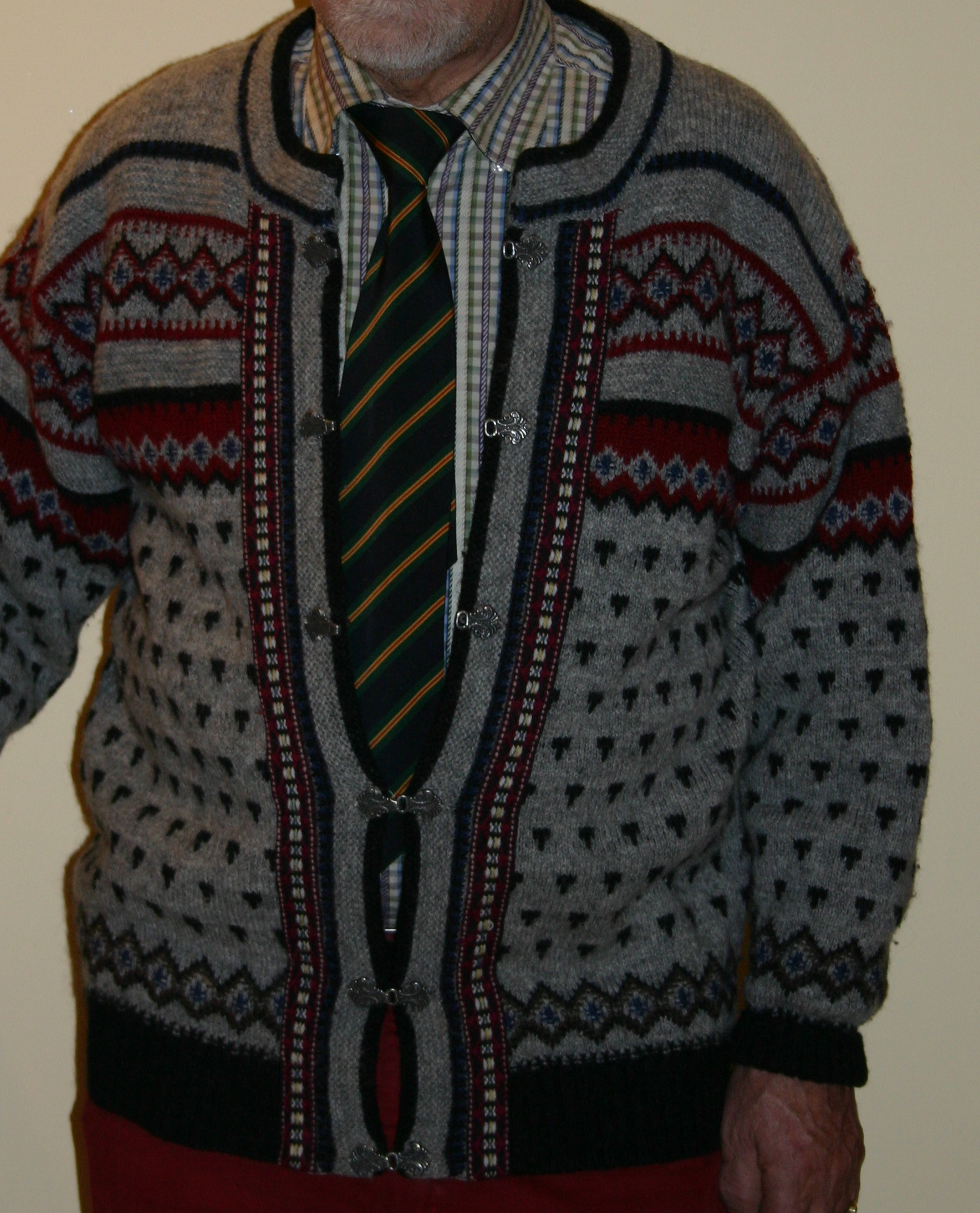
Lusekofte cardigan.

Après la découverte du Lusekofte par les touristes dans les années 1920, il est devenu très populaire.
Aujourd'hui ils sont fabriqués dans de nombreux motifs et couleurs en plus du pull traditionnel Setesdal.

## Spécifications
Le pull original présente un design noir et blanc, le nom faisant référence aux points noirs isolés. Ils peuvent présenter des conceptions de selburose. Ces derniers temps, une couleur supplémentaire est parfois donnée à ce pull noir et blanc par des rubans tissés ou des bandes de laine noire brodées dans le type de motifs colorés que l'on retrouve également dans les lapins et en rosemaling autour du cou et le long de l'ouverture avant. Ces ouvertures avant sont souvent fermées par une rangée de fermoirs en étain ou en argent.
Le lusekofte est une tenue décontractée, traditionnellement portée par les hommes.